# Rebouças (Paraná)
Rebouças é um município brasileiro do estado do Paraná.

## História
A povoação teve início no lugar conhecido como Butiazal e, por volta de 1902 foi transferida para o local denominado Rio Azul onde está localizada. Quando a estrada de ferro atingiu a localidade de Rio Azul, o distrito passou a se denominar Antônio Rebouças que era o engenheiro que orientava a construção da ferrovia. Posteriormente, o nome foi simplificado para Rebouças.
Criado através da Lei Estadual nº 2738, de 31 de março de 1930, e instalado em 21 de setembro do mesmo ano, foi desmembrado de São João do Triunfo.

## Geografia
Possui uma área é de 481,843 km² representando 0,2417 % do estado, 0,0855% da região e 0,0057% de todo o território brasileiro. Localizado à latitude 25°37'15" sul e à longitude 50°41'34" oeste, o município fica a 815 m de altitude, e tem 14 991 habitantes (estimativa IBGE 2021).

### Demografia
Dados do Censo - 2000
População total: 13.663
- Urbana: 6.570
- Rural: 7.093
- Homens: 7.002
- Mulheres: 6.661

Índice de Desenvolvimento Humano (IDH-M): 0,711
- IDH-M Renda: 0,595
- IDH-M Longevidade: 0,685
- IDH-M Educação: 0,854

## Administração
- Prefeito: Laércio (Progressistas, 2025-2028)
- Presidente da Câmara: Carlos Hirt Junior

## Transporte
O município de Rebouças é servido pelas seguintes rodovias:
- BR-153, a "Transbrasiliana", no seu trecho União da Vitória a Jacarezinho (ligando Santa Catarina a São Paulo).
- PR-364, que liga a cidade ao município de Irati e São Mateus do Sul.